# Delaktighet
Delaktighet är ett begrepp som beskriver en individs möjlighet att aktivt delta och påverka i en specifik kontext, exempelvis i samhället, utbildningen eller arbetslivet. Begreppet används för att belysa individens känsla av att vara en betydelsefull del av ett sammanhang och är nära relaterat till upplevelser av tillhörighet och inflytande. Delaktighet handlar inte enbart om fysisk närvaro utan även om att känna sig inkluderad, respekterad och kunna bidra på lika villkor.
Inom pedagogik och specialpedagogik är delaktighet centralt för att skapa en inkluderande lärmiljö där elever med olika förutsättningar kan vara delaktiga både socialt och pedagogiskt. För elever med särskilda behov handlar delaktighet om att utforma undervisningen så att de känner sig hörda och får möjlighet att påverka sitt eget lärande. Skollagen (2010:800) i Sverige  betonar elevers rätt till inflytande och delaktighet i skolan.
Forskning visar att delaktighet är avgörande för välmående och lärande, särskilt för individer som riskerar att hamna i utanförskap. Antonovskys teori om känsla av sammanhang (KASAM) lyfter delaktighet som en faktor som stärker individens upplevelse av mening och begriplighet i tillvaron. Delaktighet är också en central del av FN:s konvention om rättigheter för personer med funktionsnedsättning, där det framhålls att alla ska kunna delta i samhället på lika villkor.